# Alter Friedhof
L’Alter Friedhof di Bonn (antico cimitero di Bonn) fu costruito nel 1715. Fu il primo cimitero situato fuori dalle fortificazioni della città di Bonn. Oggi si trova nel centro della città ed è circondato da strade trafficate, edifici residenziali e commerciali. Nel cimitero è rappresentata la storia della città dagli inizi del XVIII secolo, e gli stili architettonici e le epoche stilistiche sin dal Barocco. Il "Vecchio Cimitero" è uno dei cimiteri più importanti della Germania. Non solo le tombe di personalità storicamente interessanti sono affascinanti. Anche l'architettura del giardino è impressionante. Dopotutto, il Vecchio Cimitero è il secondo spazio verde più grande del centro cittadino. Per questo motivo è considerata una tappa degna di nota lungo la Strada del giardinaggio tra il Reno e la Mosa.
Nel XX secolo il cimitero era seriamente minacciato: alla fine degli anni '60, la città di Bonn progettò la costruzione di un ponte sul cimitero. I cittadini impegnati si sono quindi uniti per impedire questa pianificazione del traffico. Dopo il successo delle proteste, giunsero alla conclusione che il vecchio cimitero come gioiello della città di Bonn richiedeva protezione e cura a lungo termine, e così il 10 aprile 1975 37 persone si riunirono nel vecchio municipio di Bonn per organizzare una società fondata nell'ambito della "promozione della conservazione dei monumenti".

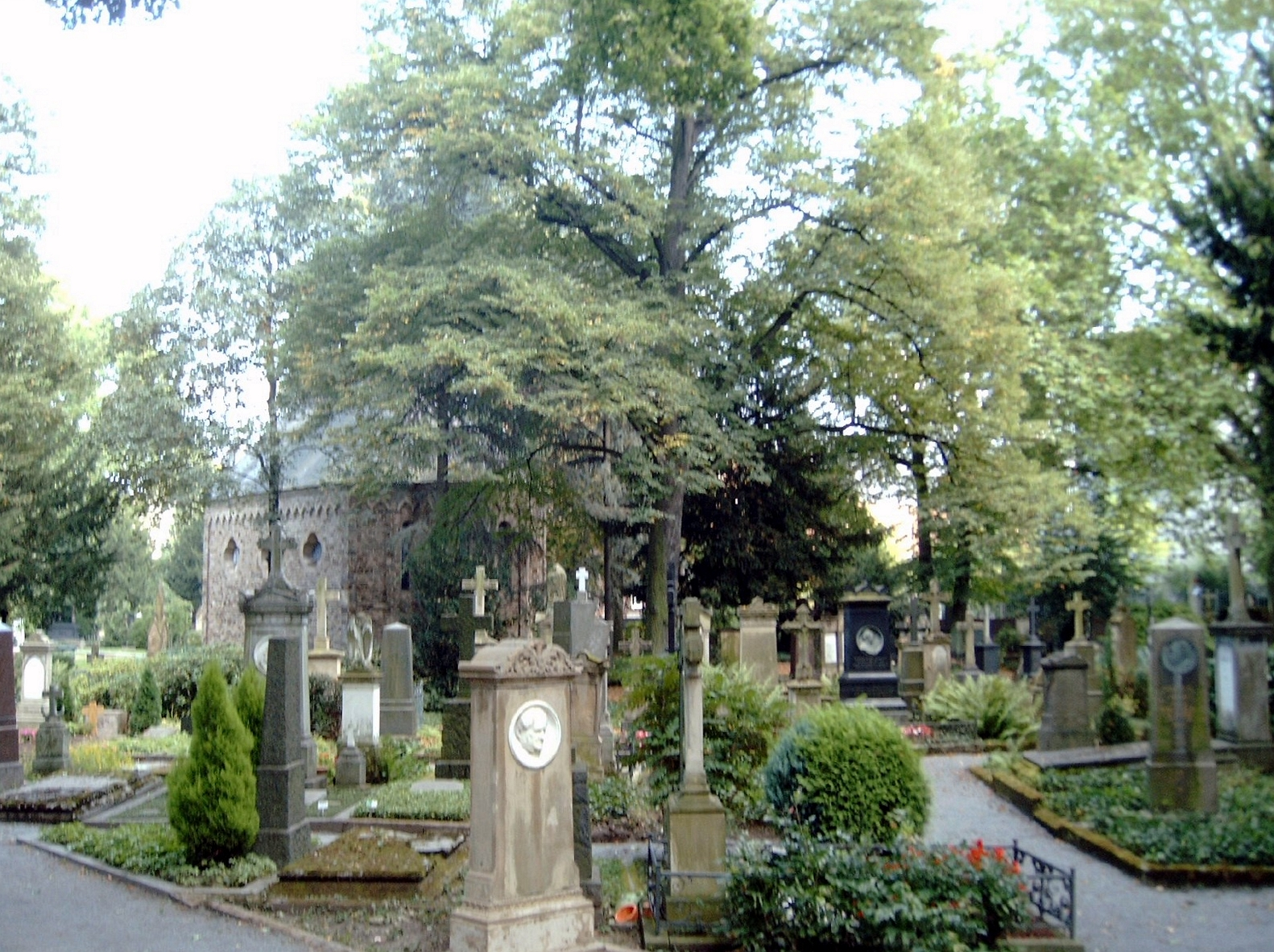
Veduta dell'antico cimitero. Sullo sfondo la Georgskapelle

## Cimiteri nell’antichità e nel Medioevo
Nella Bonn romana vi erano diversi cimiteri e tutta una serie di tombe singole, distribuite su tutto il territorio urbano odierno. Nessuna di queste tombe si trovava all'interno del campo legionario.
Nella Bonn medievale, i cimiteri erano situati all'interno delle mura cittadine, nelle immediate vicinanze delle chiese parrocchiali.

## Gli inizi del cimitero
Fu il principe elettore Joseph Clemens che fece costruire il "nuovo cimitero" all'inizio del 1715 e fu lui stesso a consacrarlo. Questo cimitero è il precursore immediato dell’Alter Friedhof, ma non è identico ad esso. Il "nuovo cimitero" si trovava per la prima volta fuori dalle mura cittadine e comprendeva solo l'angolo più esterno dell'attuale complesso.

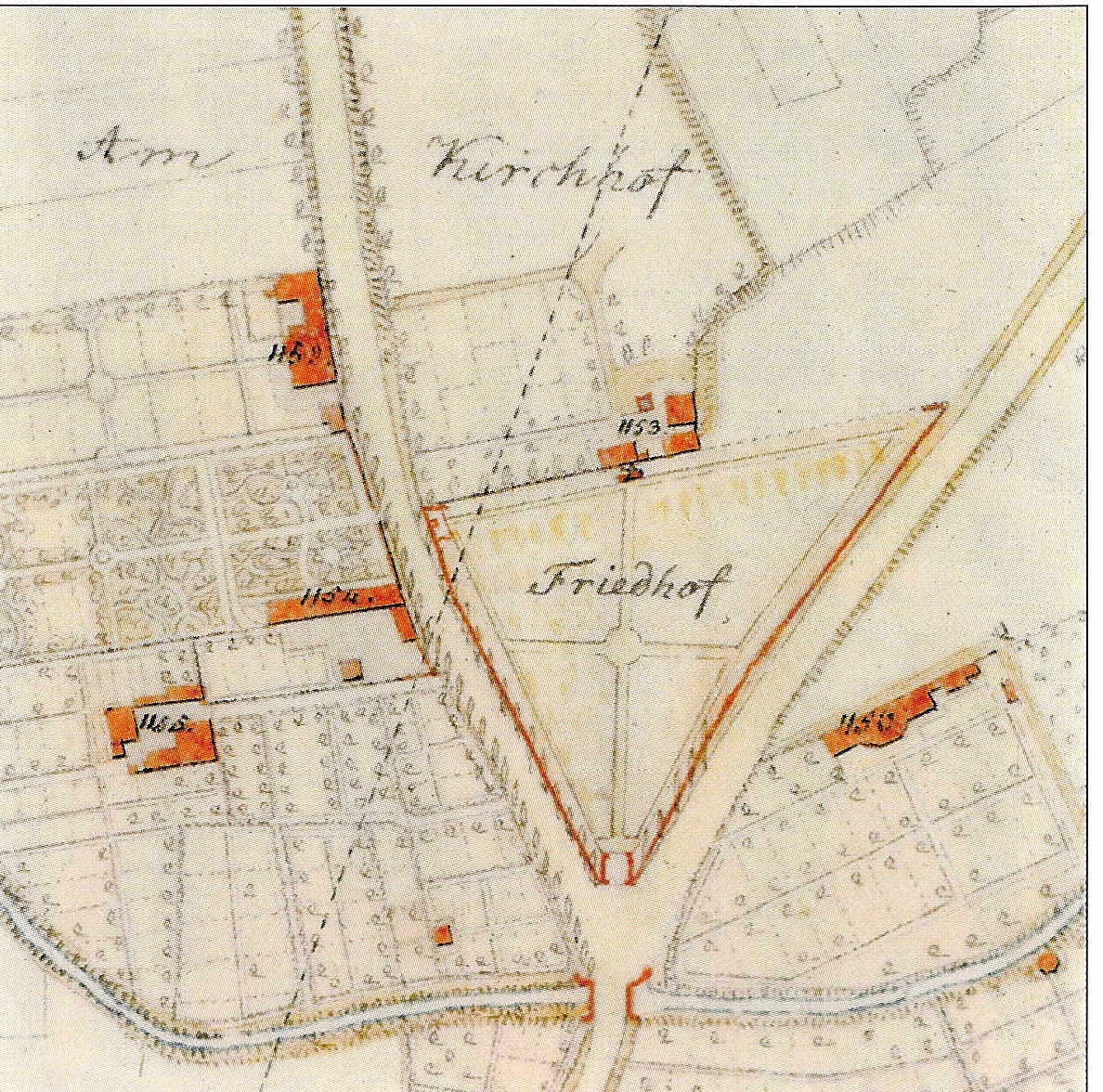
Piantina del 1819

## Il cimitero “generale”
L'ultimo principe elettore residente a Bonn, Massimiliano d’Asburgo-Lorena, ordinò la chiusura dei cimiteri all’interno della città il 5 aprile 1787 per motivi igienici e rese il cimitero di fronte alla Sterntor un luogo di sepoltura "generale". Rinnovò così il sistema di sepoltura di Bonn e con questa decisione precedette altre città. Nella vicina Colonia fu solo l'occupazione francese a determinare tale cambiamento, dopo che Napoleone emise l’editto di Saint Cloud il 12 giugno 1804, che vietava la sepoltura in città, villaggi ed edifici chiusi.
Tuttavia, il nuovo cimitero era "generale" solamente per la popolazione cristiana. Solo nel 1872 fu costruito anche un cimitero ebraico sulla sponda sinistra del Reno.
A causa del decreto di Massimiliano d’Asburgo-Lorena del 1787 il cimitero di Bonn non sarebbe più stato in grado di accogliere ulteriori defunti, fu quindi necessario eseguire degli ampliamenti. Le espansioni eseguite tra il 1831 e il 1833 furono giustificate dalla città con la necessità di seppellire le vittime di un'epidemia di colera. Seguirono ulteriori ampliamenti nel 1860 e nel 1876. Nel 1884, il cimitero fu chiuso alle sepolture “generali” a seguito della costruzione di un nuovo cimitero comunale, il Nordfriedhof (Cimitero Nord), che lo sostituì.

## Progettazione del cimitero
È grazie al sindaco Leopold Kaufmann se nella progettazione del giardino del cimitero fu anche considerato l’aspetto estetico. Peter Joseph Lenné nato a Bonn e direttore generale dei giardini di Potsdam, fu uno dei protagonisti della progettazione che portò alla trasformazione del cimitero in un parco. 

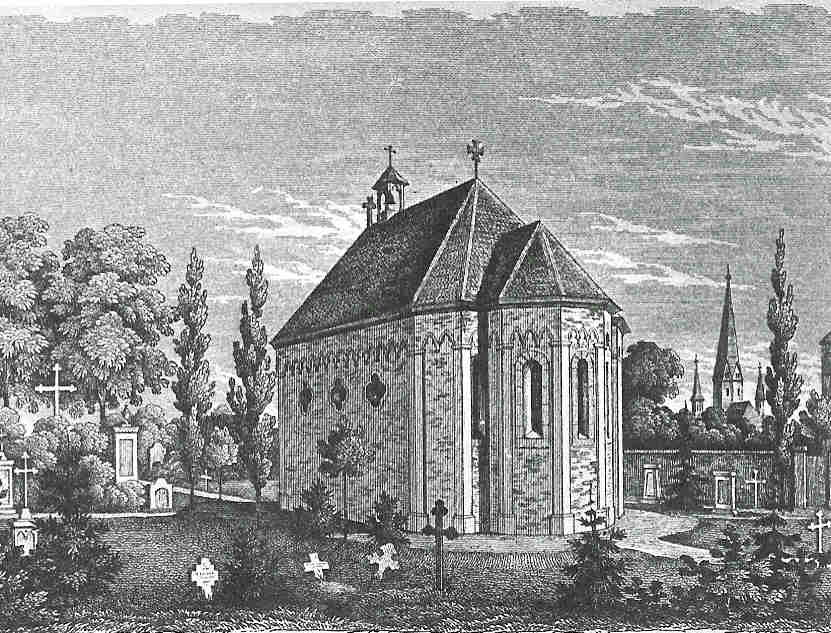
La Georgskapelle. Litografia del 1850

## Georgskapelle (Cappella Georg)
Nel 1846/1847, su iniziativa dell'ispettore edilizio del re Johann Claudius von Lassaulx, la Georgskapelle fu trasferita nel cimitero. Dal XIII secolo, l'edificio romanico faceva parte dell'ex commenda dell'Ordine Teutonico di Ramersdorf.

## Tombe
Dopo che l’antico cimitero fu trasformato in un "luogo di sepoltura generale", accanto agli "abitanti comuni"  furono sepolti i ricchi e le celebrità della città. In molti casi loro e i loro parenti volevano un luogo rappresentativo che ricordasse la loro vita anche dopo la loro morte e allo stesso tempo desse prestigio ai discendenti. Sono queste le tombe del vecchio cimitero che sono rimaste in buone condizioni. Al contrario sono completamente scomparse le semplici tombe individuali e le file di tombe dei defunti, che non potevano permettersi una tomba rappresentativa e per i quali il cimitero era stato originariamente costruito.

### Tombe del XIX secolo
Tra le personalità rilevanti seppellite nell'antico cimitero di Bonn vi sono:
- Adele Schopenhauer: scrittrice e sorella di Arthur Schopenhauer
- Alma von Wasilewski: pianista
- Ella Adaïewsky: pianista
- Wilhelm Westmeyer: compositore
- Franz Anton Ries: l'insegnante di violino di Ludwig van Beethoven
- Maria Magdalena van Beethoven: madre di Beethoven
- Clara e Robert Schumann: compositori
- Ernst Moritz Arndt: scrittore e poeta
- August Wilhelm Schlegel: scrittore, traduttore e critico letterario
- Clemens-August Freiherr Droste zu Hülshoff: rettore dell'Università di Bonn
- Annette von Droste-Hülshoff: scrittrice e poetessa
- Friedrich Christoph Dahlmann: storico
- Karl Friedrich Mohr: chimico
- Christian Friedrich Nasse: psichiatra e medico
- Barthold Georg Niebuhr: storico e politico
- Johann Jacob Nöggerath: geologo
- Julius Plücker: matematico e fisico
- Hermann Schaaffhausen: antropologo
- Johann Sulpiz Melchior Dominikus Boisserée: storico dell'arte
- Karl Joseph Simrock: poeta e filologo
- Charlotte von Schiller: moglie di Friedrich Schiller
- Ernst von Schiller: figlio di Friedrich Schiller
- Mathilde Wesendonck e il marito Otto Wesendonck: la scrittrice e musa di Richard Wagner
- Elise von Falkenstein: madre di Balduin Möllhausen, esploratore e scrittore d'avventura di Bonn

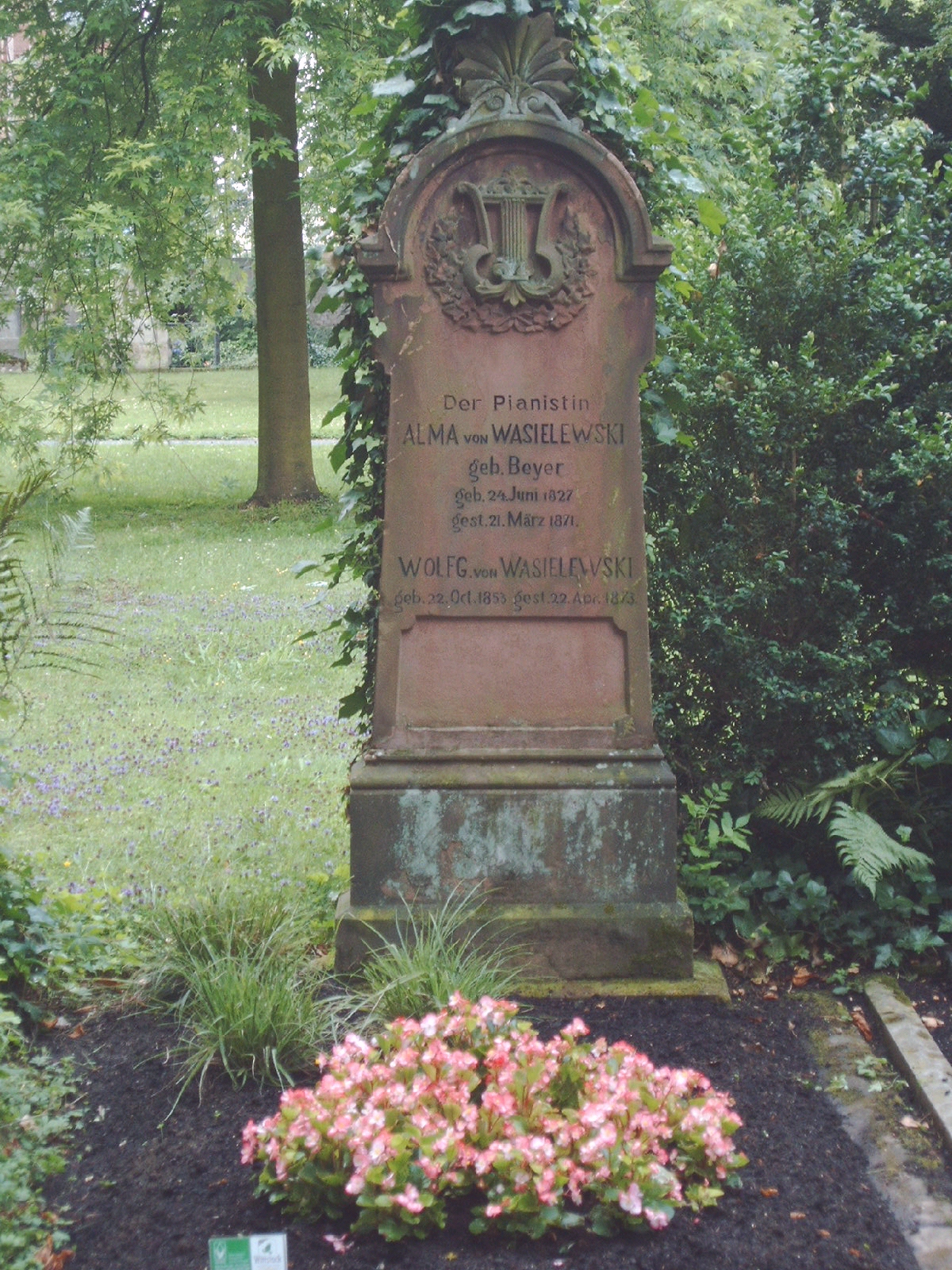
Tomba della pianista Alma von Wasilewski
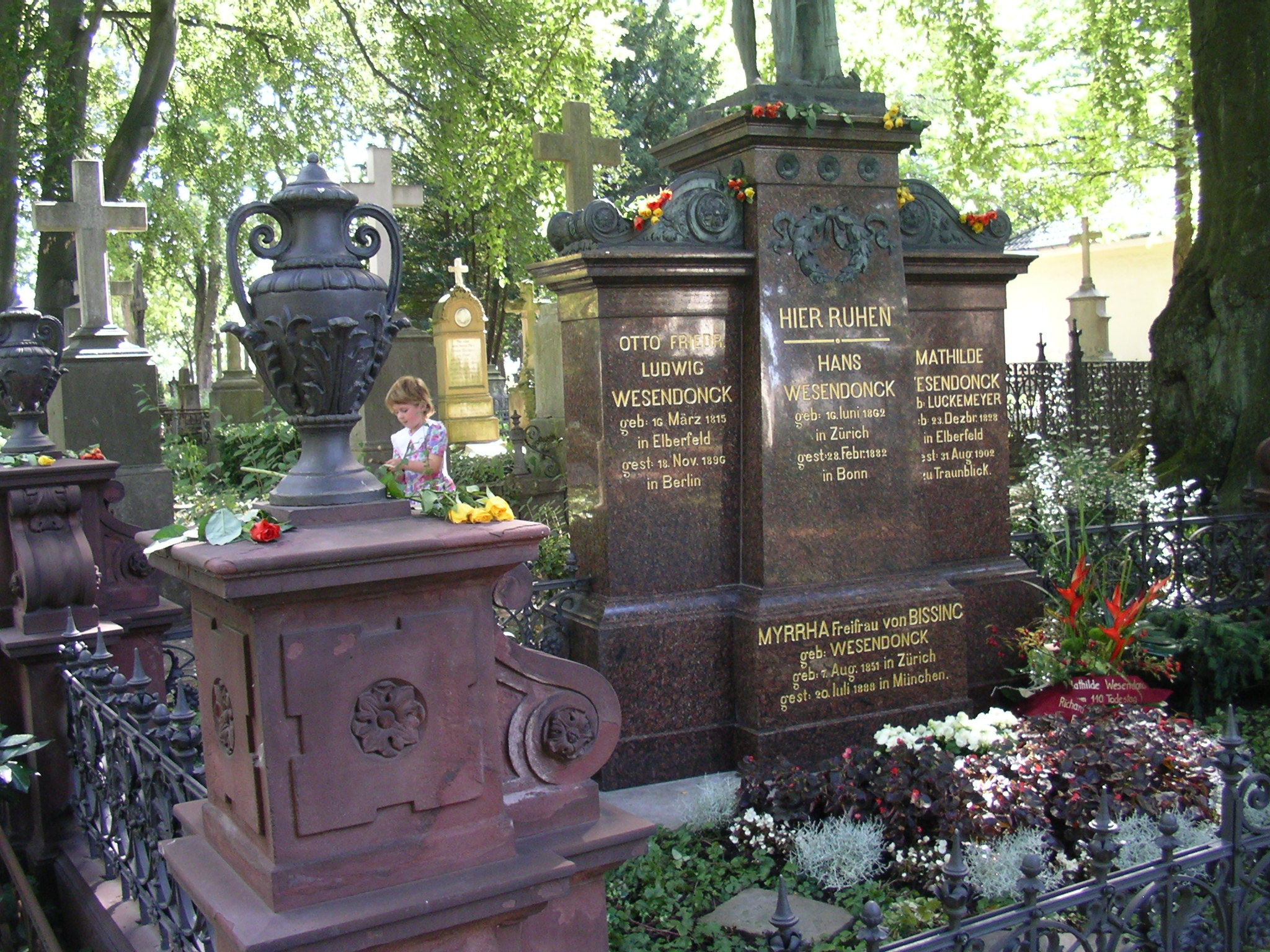
Tomba di Mathilde Wesendonck e della sua famiglia

### Tombe del XX secolo
Il cimitero fu ufficialmente chiuso come luogo di sepoltura nel 1884. Da allora, fino alla seconda metà del XX secolo, solo i discendenti dei defunti ovvero proprietari privati o cittadini onorari della città di Bonn avevano il diritto di essere sepolti nel cimitero. Nel secolo scorso sono state sepolte diverse personalità di spicco, come Elisabeth Erdmann-Macke, vedova di August Macke, la scrittrice Marie von Bunsen, discendente del diplomatico prussiano Christian Karl Josias von Bunsen, lo scrittore Wilhelm Schmidtbonn, il medico Ferdinand August Schmidt, il politico Hermann Wandersleb e la fondatrice del German Cancer Aid Mildred Scheel. Tra le tombe c'è anche quella della principessa Agnes zu Salm-Salm, nata in Agnes Leclerq Joy. 
La maggior parte dei monumenti è sopravvissuta intatta alla Seconda guerra mondiale. Solo nella zona ad ovest e ad est della Georgskapelle le tombe sono state danneggiate se non completamente distrutte.

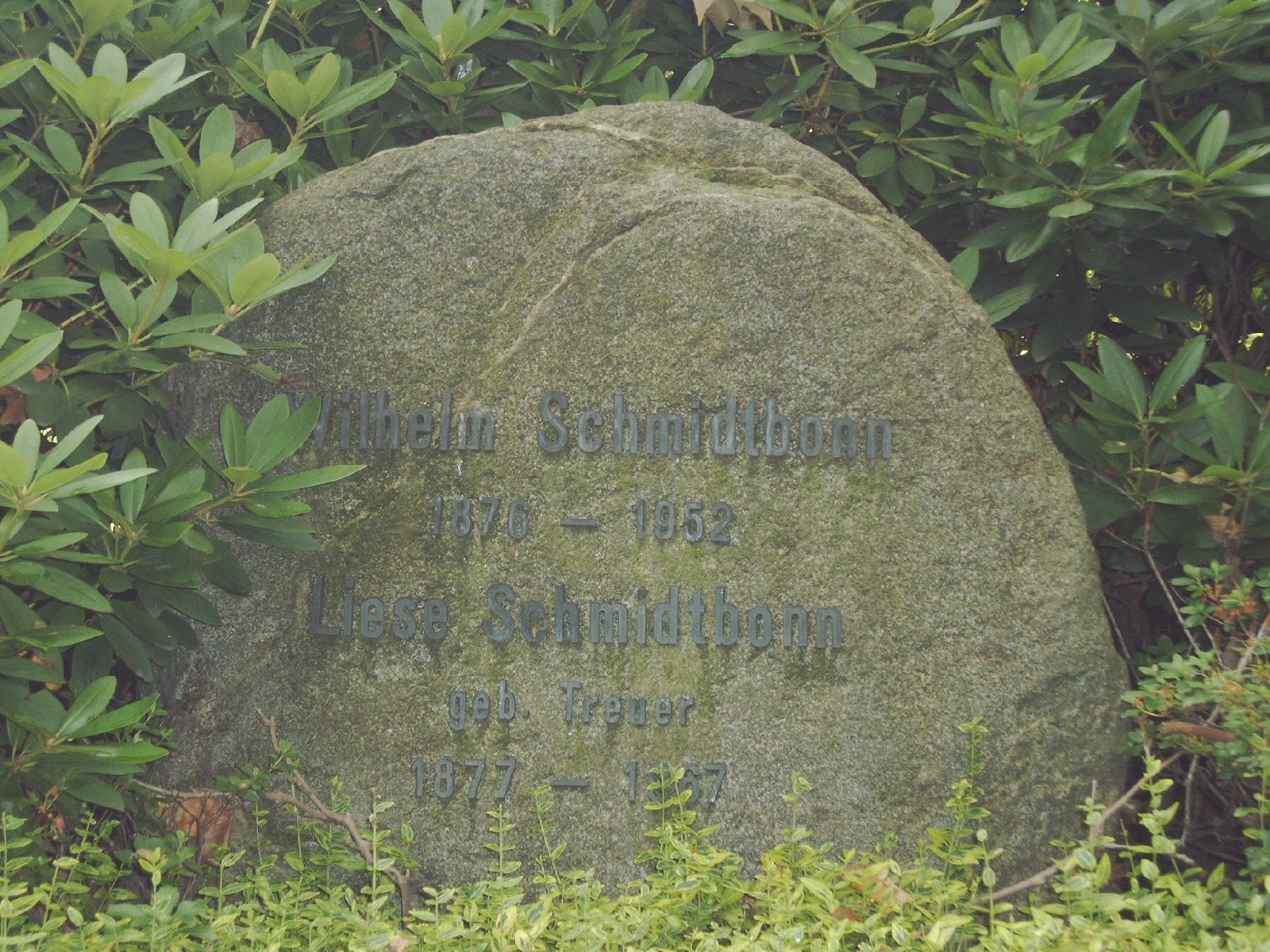
Tomba di Wilhelm Schmidtbonn
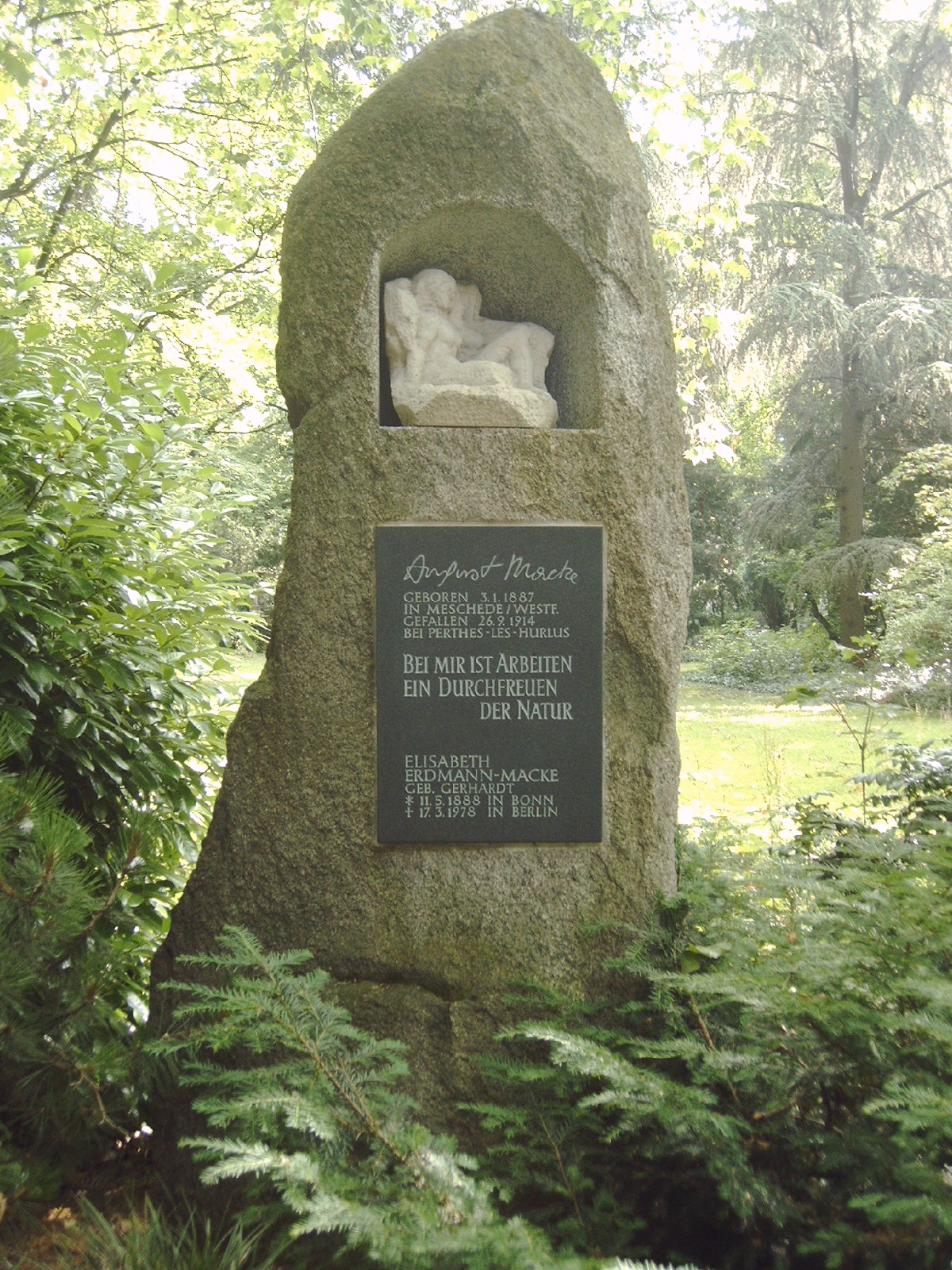
Monumento commemorativo per August Macke und Elisabeth Erdmann-Macke (1888–1978)

### Monumenti per i caduti della guerra franco-prussiana
Oltre alle tombe e monumenti individuali e familiari, due monumenti furono eretti in seguito alla Guerra franco-prussiana per commemorare i caduti. Il Monumento ai caduti, di marmo bianco, creato da Albert Hermann Küppers  è dedicato ai soldati tedeschi uccisi durante la guerra. Nella stessa area vi è anche un monumento per i maduti francesi.

## Le opere e gli artisti più importanti
In quasi trecento anni di storia, numerosi scultori e architetti hanno progettato e realizzato monumenti funebri per il cimitero, utilizzando una vasta gamma di simboli e dispositivi stilistici. Accanto alla croce cristiana si trova l'antica urna o la colonna spezzata. L'Angelo nello stile dei Nazareni, così come l'antico Genio funerario con la torcia rovesciata o la Psiche alata sono espressione di svariate rappresentazioni sulla morte. I busti, rilievi e medaglioni mostrano un'immagine idealizzata, in molti casi realistica, quasi fotografica del defunto. Tra gli artisti più celebri si ricordano:
- Ernst von Bandel:
  - lapide e rilievo in bronzo per August Wilhelm Schlegel (1846)
- Bernhard Afinger:
  - tomba per Christian Friedrich Nasse (1856)
  - tomba per Friedrich Christoph Dahlmann (1863)
  - tomba per Johann Baptist Baltzer (1876)
- Antonio Dal Zotto:
  - statua per la lapide di Ella Adaïewsky
- Adolf von Donndorf:
  - tomba per Robert Schumann (1880)
- Gustav Adolph Kietz: 
  - tomba (con Genio)  per Mathilde e Otto Wesendock (1883)
- Albert Hermann Küppers
  - tomba per Julius Plücker (1869)
  - monumento ai caduti della Guerra franco-prussiana
  - tomba per Wilhelm Busch (1869)
  - tomba per Joseph Hubert Reinkens (1897)
- Christian Daniel Rauch: 
  - rilievo in marmo e medaglione di Cristo sulla tomba di Barthold Georg Niebuhr (1841)
- Karl Friedrich Schinkel: 
  - lapide per la tomba di Barthold Georg Niebuhr (1838)
- Ernst Friedrich Zwirner
  - stele funeraria per la tomba di Melchior e Supliz Boisserée (1853)

### La tomba di Georg Niebuhr

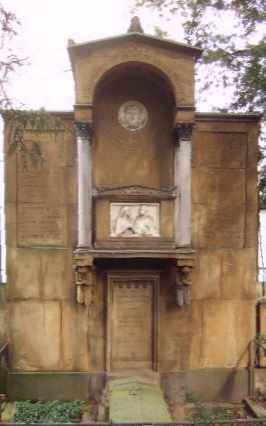
La tomba di Georg Niebuhr

Subito dopo la morte dello storico Georg Niebuhr il 2 gennaio 1831, seguita da quella di sua moglie Margarete, il luogo di riposo della coppia fu segnalato con una tomba, costituita da una lapide articolata in più sezioni con decorazioni in stile ornato ormai segnate dalle intemperie e una lastra tombale incassata nel muro del cimitero.
Secondo il principe ereditario di Prussia, il futuro Federico Guglielmo IV, il primo progetto del monumento funebre era troppo semplice. Egli fu allievo di Niebuhr che venerava; perciò commissionò a Carl Friedrich Schinkel un nuovo progetto del sepolcro. Nella versione finale, approvata dal principe, l'artista faceva deliberatamente dei riferimenti all'architettura tombale veronese del 14 secolo.
La lapide adiacente al muro è suddivisa in tre elementi verticali e quello centrale è decorato da un'edicola, le cui colonne sono sorrette da due mensole a forma d'angelo. Questi supporti sono ornati con capitelli corinzi e hanno un tetto con falda a timpano.
Sul basamento dell'edicola poggia uno pseudo-sarcofago decorato con un rilievo marmoreo che raffigura la coppia Niebuhr, ispirato a un antico modello romano. I coniugi, in abiti greci, si tengono per mano, dignitosi nel dirsi addio. Sopra il rilievo c'è un medaglione con Cristo, cinto con una frase del Vangelo di Giovanni: Io sono il Primo, l'Ultimo e il Vivente.
Per la produzione delle opere in marmo del rilievo, l'artista ha usato dipinti ad olio, silhouette e la maschera mortuaria di Niebuhr.

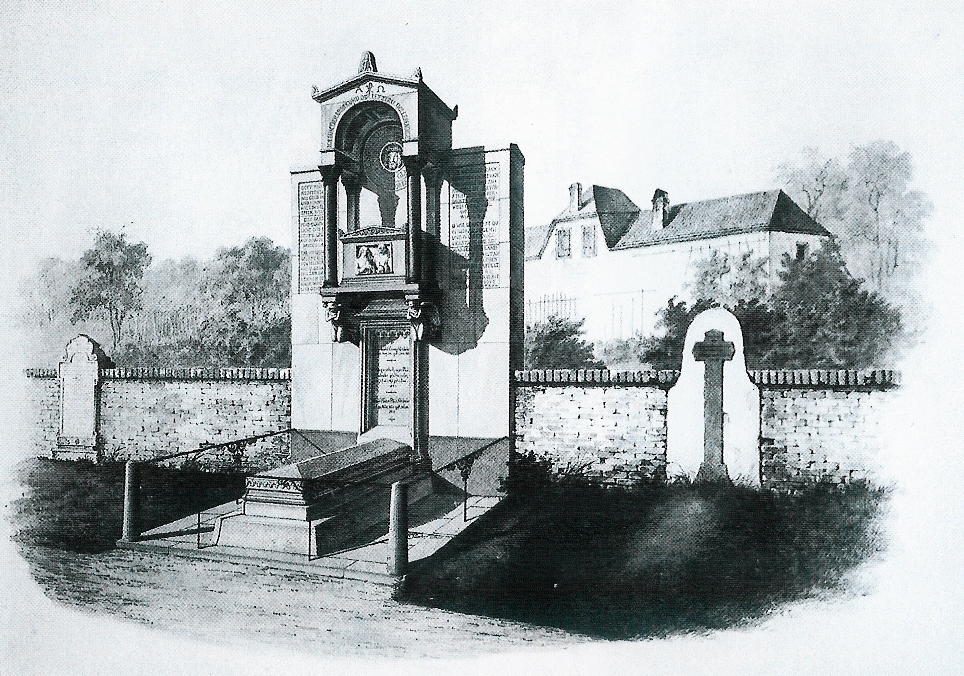
Christian Hohe: Tomba di Georg Niebuhr, Acquerello circa 1842
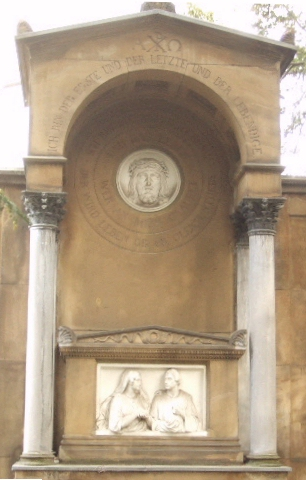
Edicola secondo il progetto Carl Friedrich Schinkel
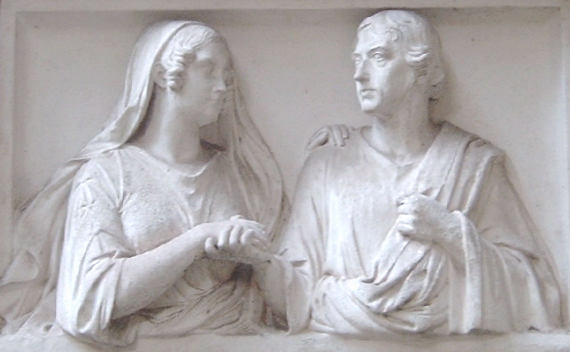
Rilievo della coppia Niebuhr di Christian Daniel Rauch
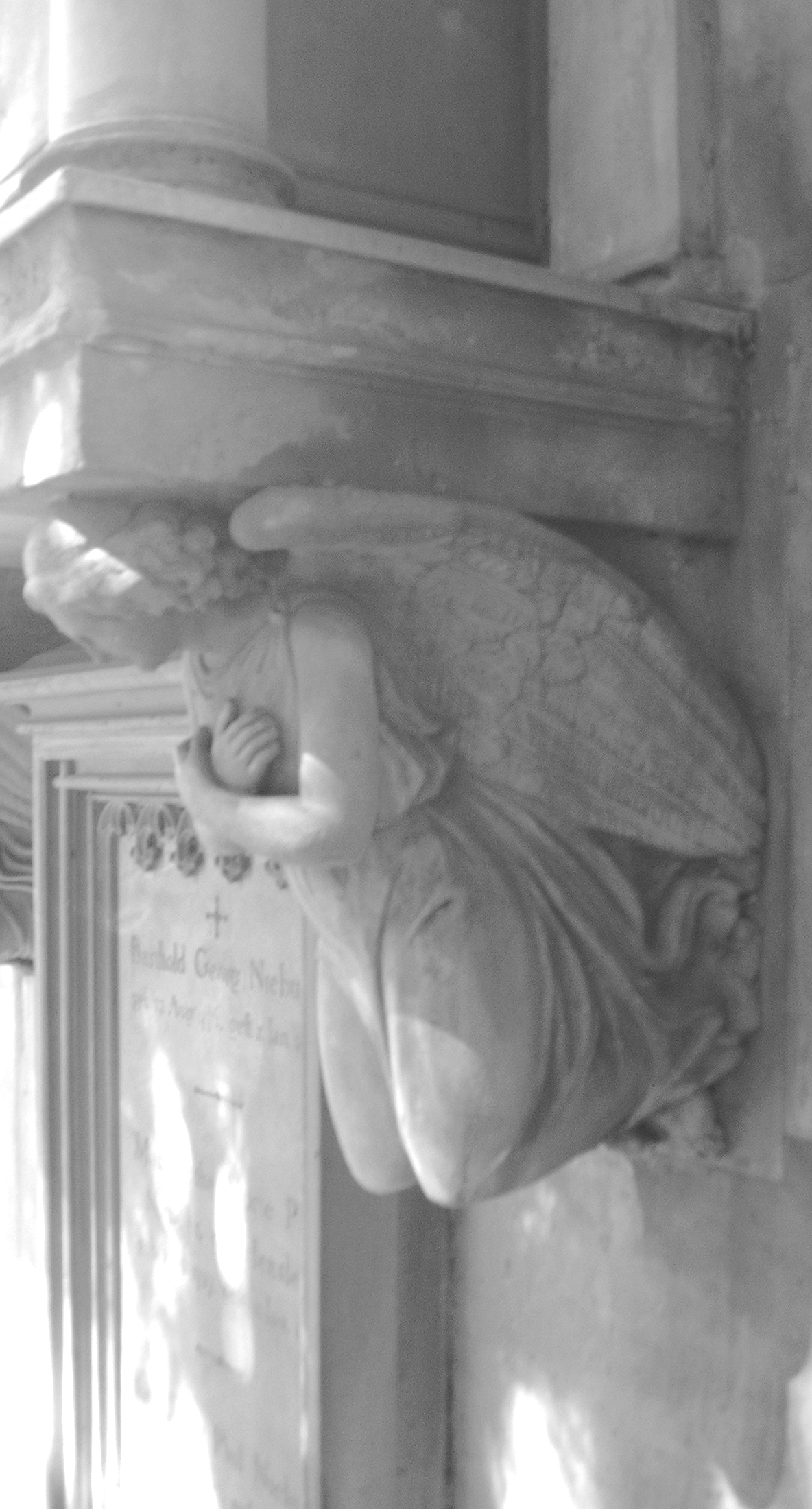
Mensole

### La tomba di Schumann

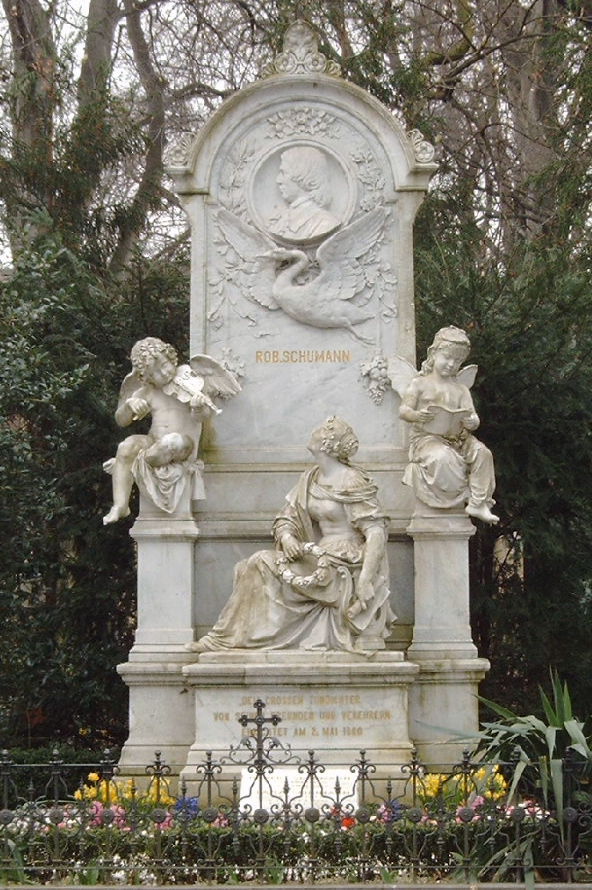
Tomba di Robert e Clara Schumann

Il monumento più famoso dell'Antico Cimitero è la tomba di Robert Schumann. Adolf von Donndorf fu incaricato del progetto, mentre l'esecuzione fu realizzata dal suo allievo, lo scultore Wilhelm Rösch. Dopo anni di lavori, fu inaugurato il 2 maggio 1880.
Il simbolismo del monumento viene descritto nel Der Alte Friedhof in Bonn : "Clara si inginocchia come una musa ai piedi del monumento, tenendo in una mano la corona dell'immortalità che vuole offrire a Robert, e nell'altra degli appunti."
Invece secondo Josef Niesen: "Ciò che colpisce della tomba è la completa rinuncia a qualsiasi simbolismo escatologico cristiano, sostituito da figure allegoriche della mitologia greca."

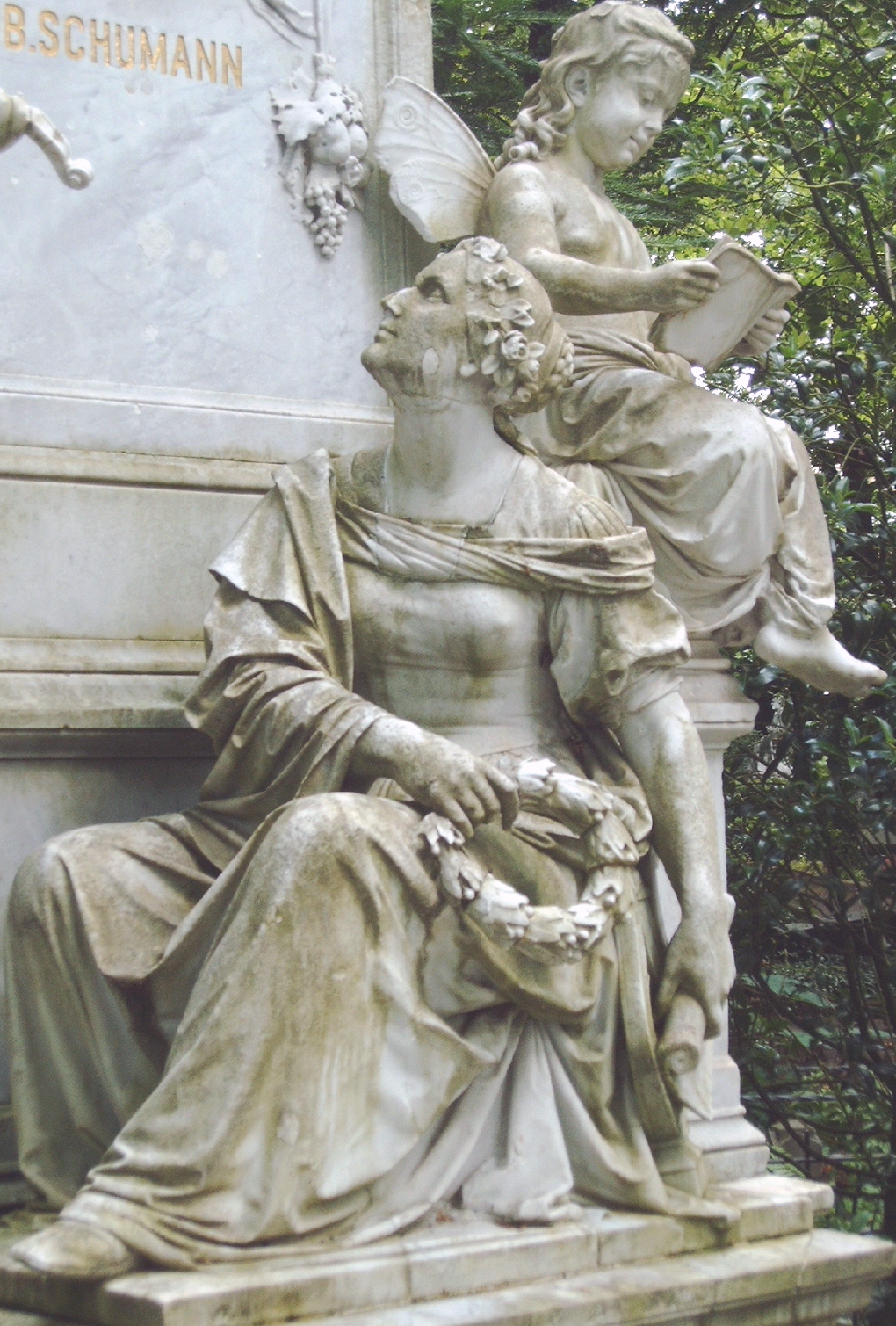
Clara ai piedi di suo marito – Dettaglio del monumento di Schumann
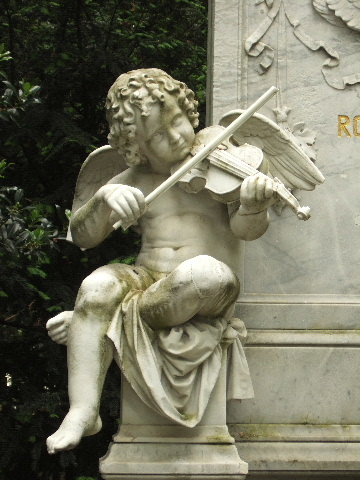
Putto che suona il violino – Dettaglio del monumento di Schumann
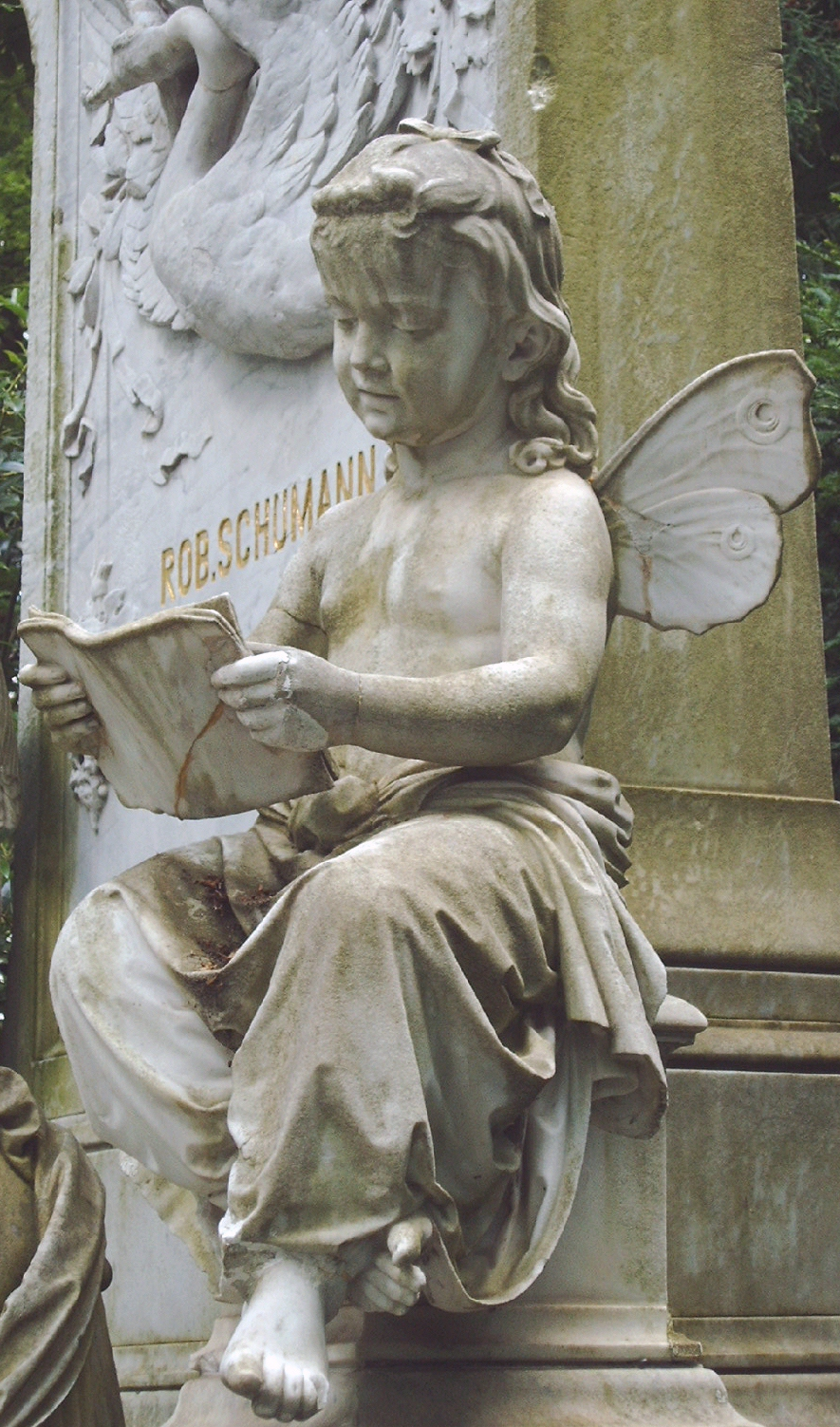
Silfide che legge (canta?) – Dettaglio del monumento di Schumann
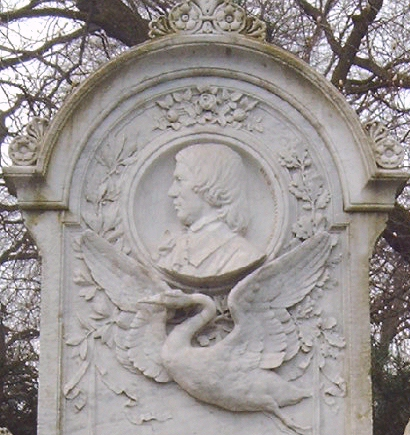
Medaglione con profilo di Robert Schumanns – al di sotto un cigno che si leva in volo